# Montmeyran
Montmeyran – miejscowość i gmina we Francji, w regionie Owernia-Rodan-Alpy, w departamencie Drôme.
Według danych na rok 1990 gminę zamieszkiwało 2360 osób, a gęstość zaludnienia wynosiła 98 osób/km² (wśród 2880 gmin regionu Rodan-Alpy Montmeyran plasuje się na 375. miejscu pod względem liczby ludności, natomiast pod względem powierzchni na miejscu 358.).